# ایستگاه متروی رازی
ایستگاه رازی پانزدهمین ایستگاه خط ۱ متروی شیراز است. این ایستگاه در بلوار مدرس ابتدای بلوار رازی واقع شده است و با مساحت ۵۴۸۲ مترمربع و عمق ۱۳/۶۰ متر از نوع عمیق (۲طبقه)، سکو جزیره‌ای و دارای ۴ دروازه ورودی- خروجی است. ایستگاه رازی در فاز دوم خط ۱ متروی شیراز در سال ۱۳۹۶ توسط مسئولان شهری و استانی افتتاح شد.

## مسیرهای ایستگاه
- بلوار مدرس
- بلوار رازی

## محله‌های ایستگاه
- کوی زهرا
- شهرک مفتح
- آزادگان
- کیان شهر
- اداره گمرک ایران (شعبه شیراز)
- اداره هواشناسی فارس

## زکریای رازی
این ایستگاه به نام زکریای رازی دانشمند ایرانی است. او کاشف الکل، اسید سولفوریک و نفت سفید است. او اصالتاً اهل شهرری است.